# Stazione di Decimomannu
La stazione di Decimomannu è una stazione ferroviaria, al servizio del comune di Decimomannu, posta lungo la linea Cagliari-Golfo Aranci, e stazione iniziale della ferrovia Decimomannu-Iglesias. Fu attivata nel 1984, sostituendo l'omonima stazione preesistente.

## Storia
La storia delle ferrovie a Decimomannu ha inizio nel 1871, nel pieno della fase di realizzazione delle prime ferrovie pubbliche della rete sarda. Quell'anno la Compagnia Reale delle Ferrovie Sarde inaugurò la tratta Cagliari-Villasor, il primo tronco della Dorsale Sarda in corso di realizzazione. La ferrovia raggiunse quindi anche l'originario scalo ferroviario di Decimomannu, che l'anno successivo fu collegato alla neonata ferrovia per Iglesias.
Nel secondo dopoguerra prese forma l'intenzione di raddoppiare almeno una parte della Cagliari-Golfo Aranci, fatto che si concretizzò a metà degli anni settanta, quando il progetto di raddoppio dei binari tra la stazione di Cagliari e quella di Decimomannu fu approvato e avviato dalle Ferrovie dello Stato. Congiuntamente a questi lavori fu deciso di spostare la stazione in una posizione leggermente più periferica rispetto al vecchio scalo, permettendo il passaggio dei binari fuori dal nucleo urbano. Fu quindi realizzata una variante alla linea che portava al nuovo scalo, distante dal vecchio circa 250 metri, che fu inaugurato così congiuntamente al raddoppio nel 1984. Ulteriori cantieri vennero creati nella stazione qualche anno dopo, nell'ambito dello sfortunato progetto sperimentale di elettrificazione della rete sarda. La stazione di Decimomannu fu infatti scelta come capolinea di uno dei due tronchi di prova (Cagliari-Decimomannu, l'altro da Villasor a Sanluri) per i test delle locomotive E491/492 e del relativo sistema di alimentazione a corrente alternata, fatto che portò all'installazione delle catenarie di alimentazione nella stazione, rimosse negli anni 2000.
Nel 2012 l'infrastruttura ferroviaria della stazione è stata ridotta, con l'eliminazione di 6 binari (di cui 3 tronchi nello scalo merci) utilizzati per la sosta di carri e convogli merci.

## Strutture e impianti
La stazione è costruita lungo la principale linea sarda, la Cagliari-Golfo Aranci, inoltre nello scalo decimese ha inizio la dorsale secondaria delle FS, quella per gli scali di Iglesias e Carbonia.

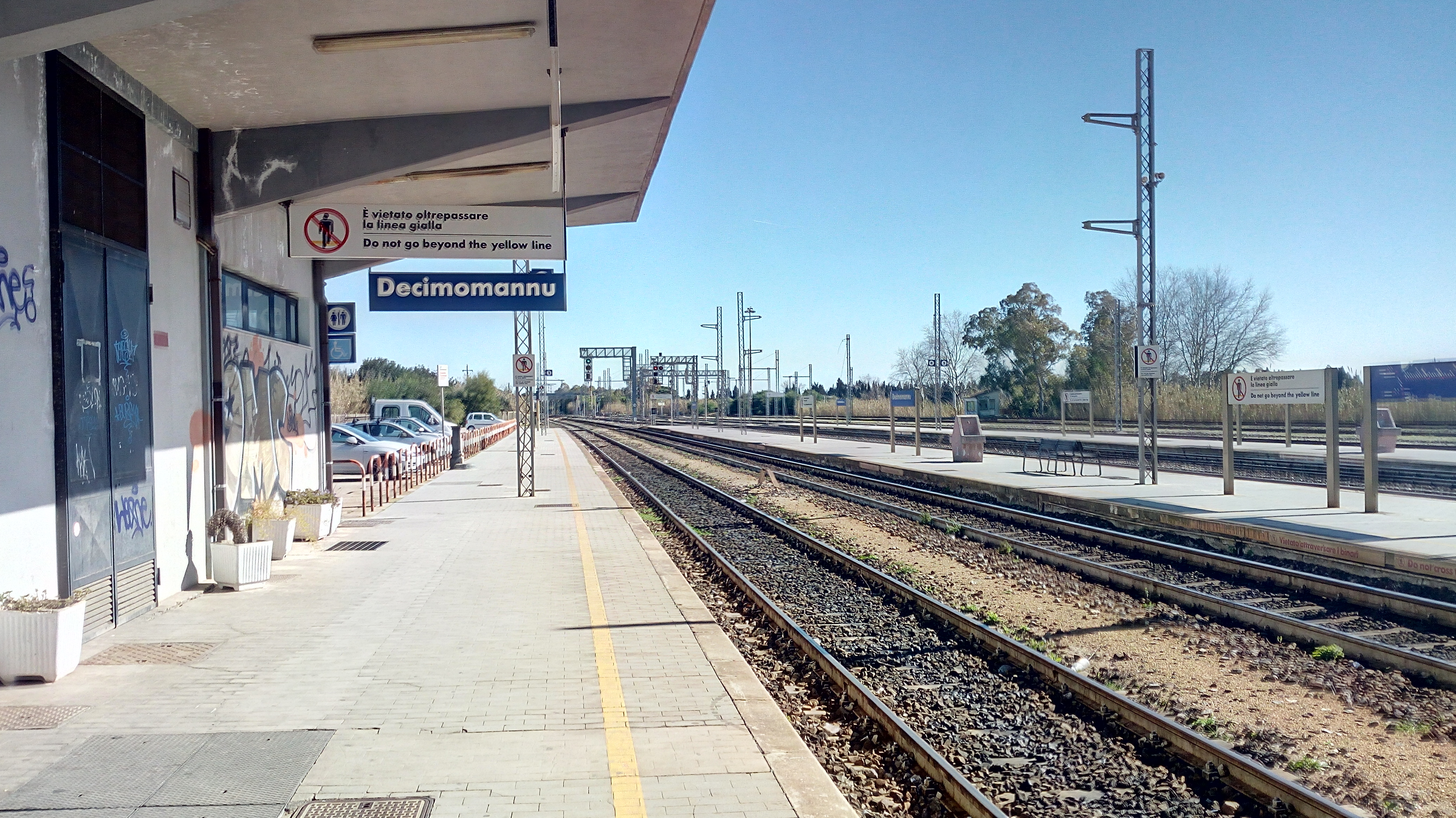
I binari 1 e 2 visti dalla banchina adiacente al fabbricato viaggiatori

Per quanto concerne le infrastrutture ferroviarie, lo scalo è dotato di cinque binari per il servizio passeggeri: il primo, attiguo al fabbricato viaggiatori, utilizzato principalmente per i treni del servizio metropolitano per Cagliari, gli altri quattro, raggiungibili con un sottopassaggio, sono rispettivamente utilizzati per i treni diretti nella Dorsale Sarda (binari 2 e 3, entrambi di corsa) e verso quella del Sulcis-Iglesiente (binari 4 e 5, quest'ultimo di corsa in direzione Iglesias). Un sesto e settimo binario completano il fascio principale dello scalo, e vengono utilizzati per lo stazionamento di materiale rotabile o per altre finalità di servizio. Sino al 2012 in quest'area erano presenti 3 ulteriori binari per tale fine, poi dismessi.
La stazione dispone inoltre di un fascio binari per il servizio merci, posto a nord ovest del fabbricato viaggiatori, composto in origine da 6 binari tronchi ridotti a 3 nel 2012; su parte di quest'area è stato ricavato negli anni successivi un parcheggio dotato di aree di sosta per bus.
Il fabbricato viaggiatori è costituito da un edificio a due piani più terrazzino, a pianta rettangolare; un secondo edificio per i servizi accessori è situato ad est dello stesso.

## Movimento

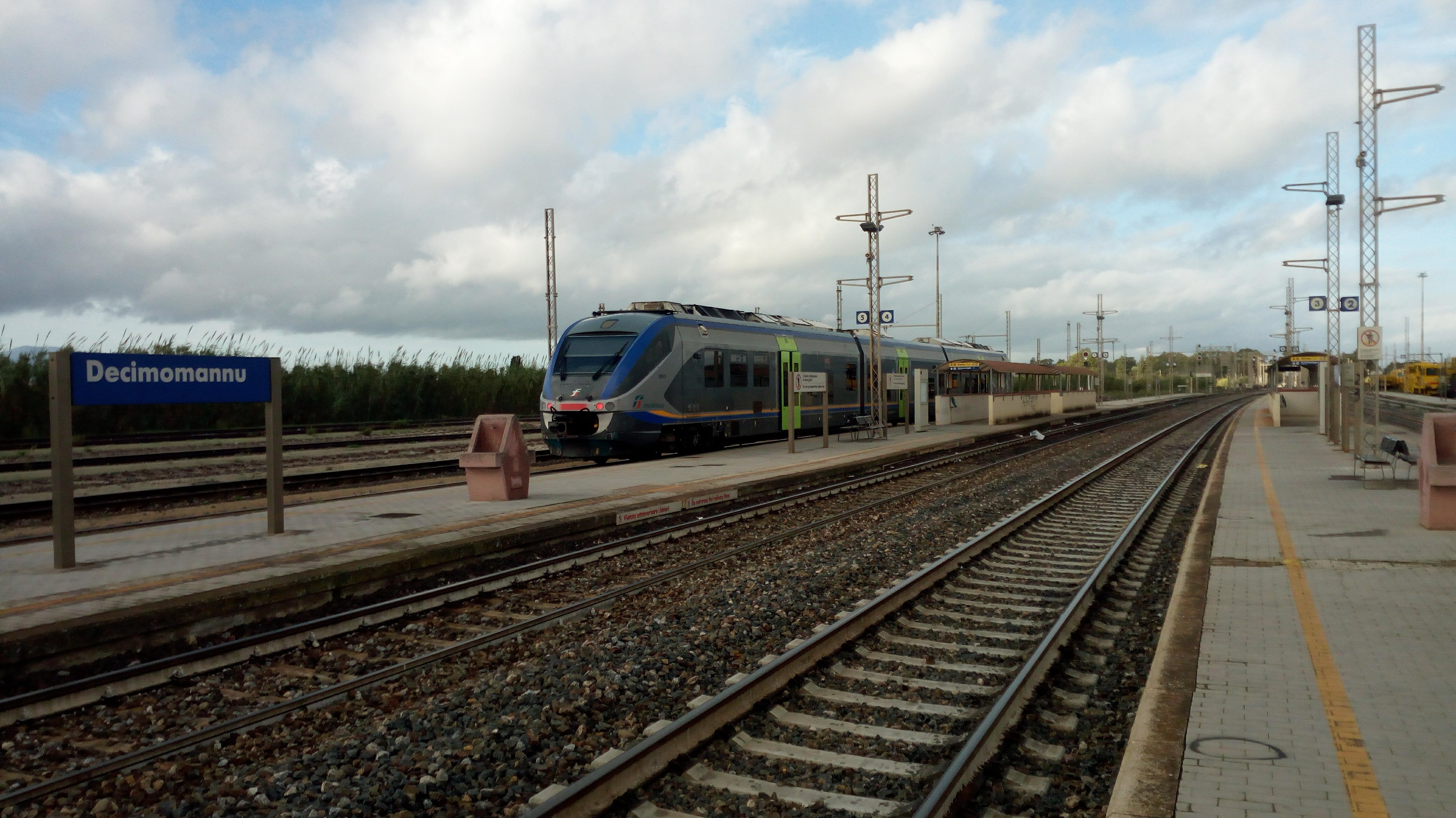
Un Minuetto in partenza verso Villaspeciosa-Uta al binario 5 della stazione

La stazione consente l'interscambio tra i treni provenienti o diretti nella Dorsale Sarda e quelli diretti o provenienti dal Sulcis-Iglesiente: lo scalo è meta di treni regionali e regionali veloci effettuati da Trenitalia per conto della Regione Autonoma della Sardegna aventi capolinea Iglesias e Carbonia ad ovest e San Gavino Monreale, Oristano, Macomer, Olbia, Sassari, Porto Torres e Cagliari sulla Dorsale Sarda. Il collegamento col capoluogo è garantito anche dal servizio ferroviario metropolitano di Cagliari, svolto con treni classificati da Trenitalia come metropolitani.
Pressoché nullo il traffico merci: attiva da questo punto di vista sino alla seconda metà degli anni 2000, la stazione non è di fatto più utilizzata per tale tipo di traffico dopo la cessazione di un regolare servizio merci lungo la rete sarda nel 2008.

## Servizi

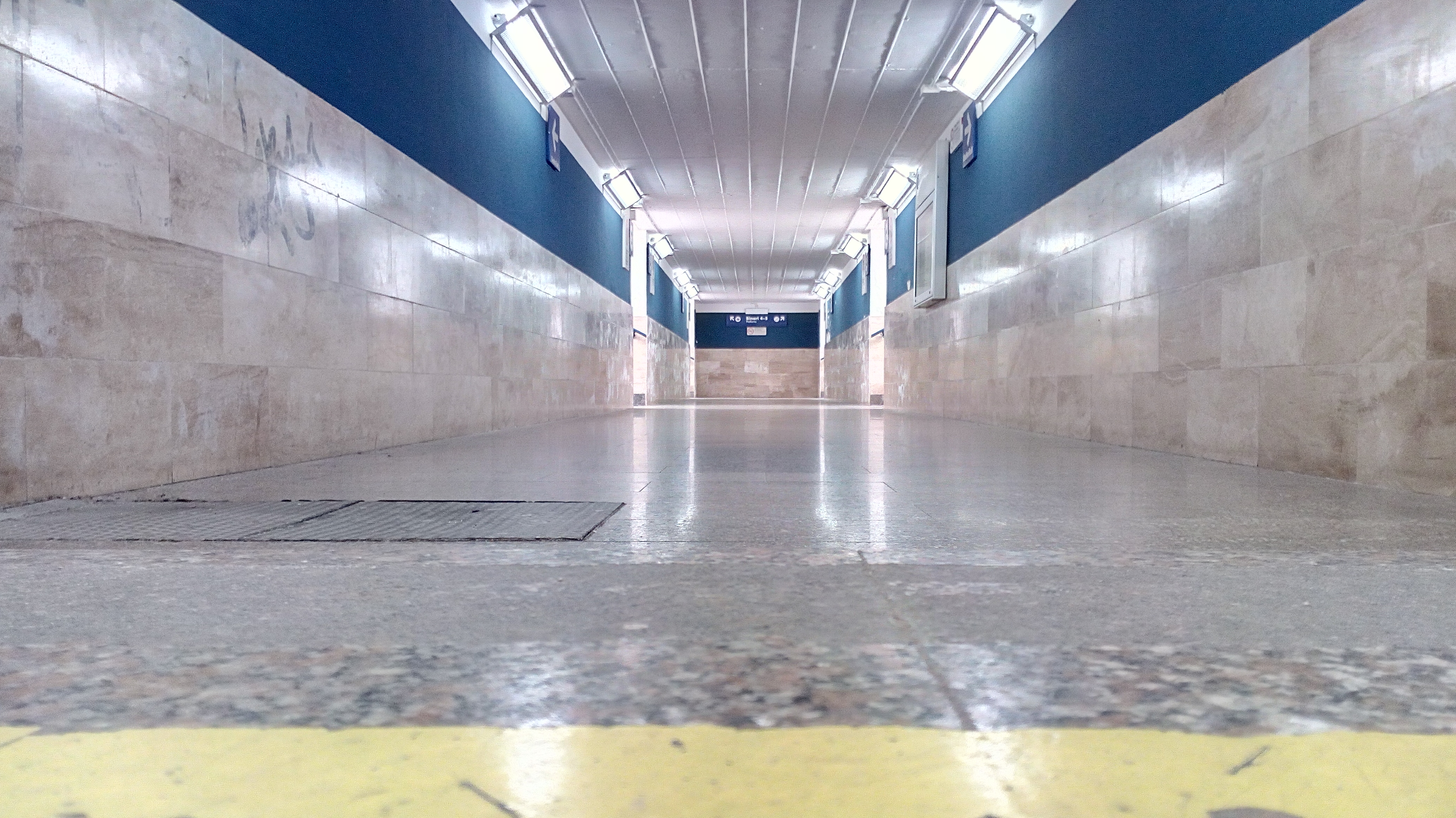
Il sottopassaggio della stazione

Classificata commercialmente da RFI nella categoria "silver", la stazione di Decimomannu è dotata di 3 banchine (di cui una attigua al fabbricato viaggiatori) collegate tra loro da un sottopassaggio pedonale, ed è accessibile a persone con handicap di tipo uditivo.
All'interno del fabbricato viaggiatori sono ospitati vari servizi all'utenza, tra cui una sala d'attesa, i servizi igienici e una biglietteria automatica. Quest'ultima ha sostituito la biglietteria a sportello presente nella stazione sino agli anni 2000.
- Biglietteria automatica
- Sala d'attesa
- Servizi igienici

## Interscambi
Nel parcheggio della stazione è situato il capolinea della linea 9 del CTM, che permette di raggiungere piazza Matteotti a Cagliari. Inoltre effettuano fermate anche i bus dell'ARST colleganti il Sulcis con la cittadella universitaria di Monserrato. A qualche centinaio di metri dal piazzale della stazione è inoltre presente un'altra fermata dell'ARST, da cui è possibile raggiungere i comuni vicini non raggiunti dalla ferrovia.
- Fermata autobus